# Яніс Ікаунієкс
Яніс Ікаунієкс (Яніс Янович Ікаунієкс; латис. Jānis Ikaunieks; 28 квітня 1912, Рига — 27 квітня 1969) — латвійський астроном.

## Життєпис
Народився в Ризі. У 1937 закінчив Латвійський університет. До 1944 викладав у середній школі. У 1944 вступив до аспірантури при Московському університеті, де навчався під керівництвом П. П. Паренаго, і одночасно почав викладати в Латвійському університеті. З його ініціативи в 1946 при Інституті фізики і математики АН Латвійської РСР був організований сектор астрономії, який згодом виріс у Радіоастрофізічну обсерваторію АН Латвійської РСР, яку Ікаунієкс очолював до кінця життя.
Наукові праці присвячені дослідженню червоних гігантів. Вказав на зв'язок морфологічних характеристик системи вуглецевих зірок з їхнім просторовим розподілом і кінематикою; знайшов, що нестаціонарні вуглецеві зірки утворюють більш плоску підсистему, ніж вуглецеві зірки постійного блиску. Вивчив просторовий розподіл і кінематичні характеристики червоних гігантів інших типів, зокрема довгоперіодичних змінних зірок. Керував фотометричними дослідженнями червоних зірок, створенням каталогу їхніх власних рухів. Результати досліджень Ікаунієкса узагальнені в опублікованих у 1971 його монографіях «Довгоперіодичні змінні зорі» і «Вуглецеві зірки» (спільно з З. К. Алксне). Багато уваги приділяв науково-популяризаторській роботі.